# Stereospecificitate
În chimie, stereospecificitatea reprezintă proprietatea unei reacții chimice (și mai exact a unui anumit mecanism de reacție) de a conduce la formarea unui produs stereoizomer corespunzător plecând de la reactanți stereoizomeri diferiți, sau care conduce la formarea unui singur stereoizomer plecând de la orice stereoizomer.

## Exemple
Substituția nucleofilă la atomii de carboni hibridizați sp3 pot avea loc prin mecanisme de reacție SN2 stereospecifice, cauzând doar inversia, sau prin mecanisme SN1 non-specifice, când poate exista doar o eventuală selectivitate pentru inversie, depinzând de reactanți și de condițiile de reacție. Stereospecificitatea reacțiilor mai depinde și de impedimentele sterice, nucleofil, solvent și temperatură.
| Stereospecificitatea în reacțiile de substituție nucleofilă | Stereospecificitatea în reacțiile de substituție nucleofilă |
| ----------------------------------------------------------- | ----------------------------------------------------------- |
| Mecanismul reacției SN1                                     | Mecanismul reacției SN2                                     |
| Mecanismul SN1 non-stereospecific                           | Mecanismul SN2 stereospecific                               |